# Liz Carr
Liz Carr (Cheshire, abril de 1972) es una actriz, humorista y locutora británica, activista internacional por los derechos de los discapacitados, reconocida por su papel protagónico como Clarissa Mullery en el seriado Silent Witness y como Garrick en el largometraje Infinite, bajo la dirección de Antoine Fuqua. Carr utiliza una silla de ruedas desde los siete años debido a una artrogriposis múltiple congénita.

## Filmografía

### Cine
| Año  | Título         | Papel          | Notas |
| ---- | -------------- | -------------- | ----- |
| 2017 | Le Accelerator | Death Provider |       |
| 2021 | Infinite       | Garrick        |       |

### Televisión
| Año       | Título         | Papel              | Notas        |
| --------- | -------------- | ------------------ | ------------ |
| 2023      | Good Omens     | Saraqael           | 6 episodios  |
| 2013–2020 | Silent Witness | Clarissa Mullery   | 79 episodios |
| 2018      | Les Misérables | Conserje           | 1 episodio   |
| 2019      | The OA         | Dra. Marlow Rhodes | 2 episodios  |
| 2020      | Devs           | Conferencista      | 1 episodio   |
| 2020      | CripTales      | Meg                | 2 episodios  |
| 2021      | The Witcher    | Fenn               | 2 episodios  |
| 2023      | Loki           | Jueza Gamble       |              |